# Albert Speer
 Albert Speer (celým jménem Berthold Konrad Hermann Albert Speer; 19. března 1905 Mannheim – 1. září 1981 Londýn) byl hlavní architekt Adolfa Hitlera a později ministr zbrojního a válečného průmyslu nacistického Německa. Po válce byl během Norimberského procesu odsouzen jako válečný zločinec ke 20 letům vězení.

## Život

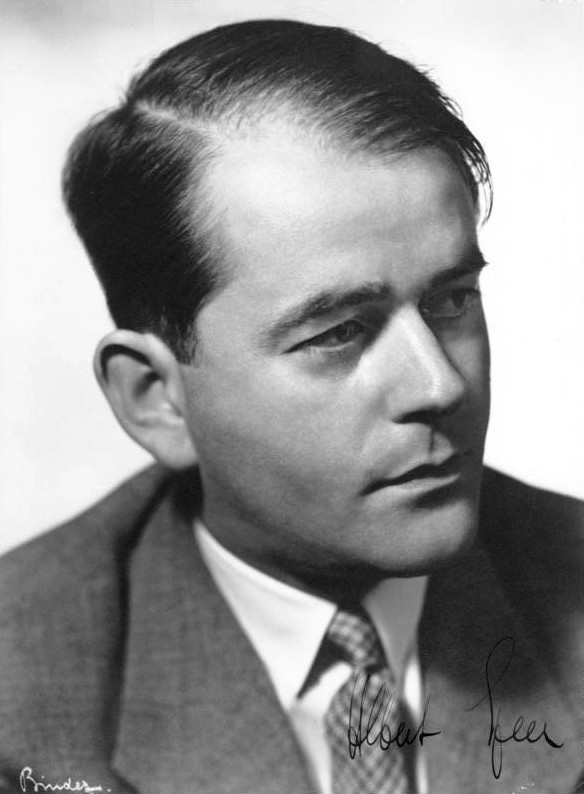
Oficiální portrét s autogramem z roku 1933

Narodil se v rodině architektů jako druhý ze tří synů. Jeho původní myšlenka byla stát se matematikem, ovšem v mládí od této myšlenky odstoupil a pokračoval v rodinném řemesle – v architektuře. Studoval u Heinricha Tessenowa na institutu technologie v Berlíně. Poté, co dokončil studium v roce 1931, si vzal svou nastávající manželku Margaretu Weberovou.
O rok později mu bylo doporučeno jeho studentem, aby navštívil jeden z Hitlerových projevů. Své návštěvy opravdu nelitoval a v roce 1932 vstoupil do nacistické strany NSDAP s číslem 474.481, kde udělal rychlou politickou kariéru. První velkou zakázku získal na přestavbu ministerstva propagandy od Josepha Goebbelse, který byl jeho prací nadšen a doporučil ho Hitlerovi. Speer se stal prominentem nacistického režimu a dokonce i Hitlerovým blízkým spolupracovníkem. Už v roce 1934 se Speer stal hlavním architektem Třetí říše po smrti Paula Troosta.
V roce 1942 (po tragické smrti Fritze Todta) se stal ministrem zbrojního průmyslu a během jeho vedení dosáhla produktivita práce v průmyslu svého maxima, protože výrazně vylepšil i podmínky vězňů v pracovních táborech. V březnu 1945 se však vzepřel Hitlerovým nařízením o destrukci německých průmyslových objektů, mostů, železnic a mnoha dalších objektů před nepřítelem, čímž tak mnoho z nich zachránil před zničením.
Po ukončení druhé světové války byl Speer Spojenci zajat, obžalován jako válečný zločinec a v Norimberském procesu souzen Mezinárodním vojenským tribunálem. Byl shledán zodpovědným zejména za bezohledné a nehumánní zacházení s pracovníky na jím řízených stavbách, jeho obhájci se nicméně podařilo soud přesvědčit, že Speer nebyl ideologickým nacistou a působil primárně jako technický odborník. Odsouzen byl tak „jen“ ke 20 letům vězení, která na den celá prožil ve věznici ve Spandau. Po propuštění napsal několik knih; známá je především jeho kniha s názvem Erinnerungen (v češtině vydána pod názvem V srdci Třetí říše).
S manželkou Margaretou Weberovou měl 6 dětí, jeho syn Albert se také stal známým německým architektem.
Albert Speer zemřel 1. září 1981 v Londýně na krvácení do mozku. Pochován je v Heidelbergu – městě, kterém on sám označoval jako své rodné a ke kterému měl silný citový vztah.

## Dílo
- V srdci Třetí říše (Erinnerungen, 1977) – Poprvé vyšla roku 1996, v roce 2015 byl vydán nový překlad pod názvem Řídil jsem Třetí říši.
- Špandavské deníky – deníkové zápisky z pobytu ve Spandau
- Stát otroků

## V kultuře
O jeho životě byl mj. natočen i dokument Speer a Hitler. Hitlerův vřelý vztah ke Speerovi byl znám, o čemž svědčí například i vzpomínky Traudl Junge, Hitlerovy dlouholeté sekretářky: „Hitlerův poměr ke Speerovi byl jiný než k ostatním spolupracovníkům. Speer zaujímal zvláštní postavení, jak vyplývalo i z Hitlerových výroků o něm: Nebyl to jen služební vztah, spíše jistý druh přátelství a duchovní spřízněnosti. Hitler hodnotil na Speerovi velmi vysoko jeho zaujetí architekturou a sdílel je s ním. Na tomto poli se oba velice sblížili.“
V roce 2000 měla v londýnském Národním divadle premiéru divadelní hra od dramatika Davida Edgara. Role Alberta Speera se zhostil britský herec  Alex Jennings. Hra byla napsána podle knihy Albert Speer: Zápas s pravdou od britské spisovatelky Gitty Sereny.